# Anthony Jacob
Anthony M. Jacob (Vancouver, 18 maggio 1989) è un canottiere canadese.

## Biografia
Ha rappresentato il Canada ai Giochi olimpici estivi di Londra 2012, dove si è classificato 9º nel quattro senza con Michael Wilkinson, Will Dean e Derek O'Farrell.